# Üzbég női labdarúgó-válogatott
Az üzbég női labdarúgó-válogatott képviseli Üzbegisztánt a nemzetközi női labdarúgó eseményeken. Az csapatot az üzbegisztáni labdarúgó-szövetség szervezi és irányítja. Az üzbég női-válogatott szövetségi kapitánya Vagyim Abramov.
Az üzbég női nemzeti csapat még egyszer sem kvalifikálta magát világbajnokságra, és az olimpiai játékokra. Ázsia-kupán ötször szerepelt és minden alkalommal a csoportkörben kiesett.

## Nemzetközi eredmények

### Világbajnoki szereplés
| Év       | Helyszín         | Eredmény      | Hely | M | Gy | D | V | Rg | Kg | Gk | P |
| -------- | ---------------- | ------------- | ---- | - | -- | - | - | -- | -- | -- | - |
| 1991     | Kína             | nem indult    | –    | – | –  | – | – | –  | –  | –  | – |
| 1995     | Svédország       | nem indult    | –    | – | –  | – | – | –  | –  | –  | – |
| 1999     | Egyesült Államok | nem jutott be | –    | – | –  | – | – | –  | –  | –  | – |
| 2003     | Egyesült Államok | nem jutott be | –    | – | –  | – | – | –  | –  | –  | – |
| 2007     | Kína             | nem jutott be | –    | – | –  | – | – | –  | –  | –  | – |
| 2011     | Németország      | nem jutott be | –    | – | –  | – | – | –  | –  | –  | – |
| 2015     | Kanada           | nem jutott be | –    | – | –  | – | – | –  | –  | –  | – |
| 2019     | Franciaország    | nem jutott be | –    | – | –  | – | – | –  | –  | –  | – |
| Összesen | Összesen         | 0 / 8         |      | – | –  | – | – | –  | –  | –  | – |

### Ázsia-kupa szereplés
| Év       | Helyszín       | Eredmény      | Hely | M  | Gy | D | V | Rg | Kg | Gk  | P  |
| -------- | -------------- | ------------- | ---- | -- | -- | - | - | -- | -- | --- | -- |
| 1975     | Hongkong       | nem indult    | –    | –  | –  | – | – | –  | –  | –   | –  |
| 1977     | Tajvan         | nem indult    | –    | –  | –  | – | – | –  | –  | –   | –  |
| 1979     | India          | nem indult    | –    | –  | –  | – | – | –  | –  | –   | –  |
| 1981     | Hongkong       | nem indult    | –    | –  | –  | – | – | –  | –  | –   | –  |
| 1983     | Thaiföld       | nem indult    | –    | –  | –  | – | – | –  | –  | –   | –  |
| 1986     | Hongkong       | nem indult    | –    | –  | –  | – | – | –  | –  | –   | –  |
| 1989     | Hongkong       | nem indult    | –    | –  | –  | – | – | –  | –  | –   | –  |
| 1991     | Japán          | nem indult    | –    | –  | –  | – | – | –  | –  | –   | –  |
| 1993     | Malajzia       | nem indult    | –    | –  | –  | – | – | –  | –  | –   | –  |
| 1995     | Malajzia       | csoportkör    | –    | 3  | 1  | 0 | 2 | 1  | 1  | -16 | 3  |
| 1997     | Kína           | csoportkör    | –    | 3  | 1  | 0 | 2 | 2  | 17 | -15 | 3  |
| 1999     | Fülöp-szigetek | csoportkör    | –    | 4  | 3  | 0 | 1 | 9  | 6  | 3   | 9  |
| 2001     | Tajvan         | csoportkör    | –    | 3  | 2  | 0 | 1 | 9  | 11 | -2  | 6  |
| 2003     | Thaiföld       | csoportkör    | –    | 3  | 0  | 0 | 3 | 2  | 21 | -19 | 0  |
| 2006     | Ausztrália     | nem jutott be | –    | –  | –  | – | – | –  | –  | –   | –  |
| 2008     | Vietnám        | nem indult    | –    | –  | –  | – | – | –  | –  | –   | –  |
| 2010     | Kína           | nem jutott be | –    | –  | –  | – | – | –  | –  | –   | –  |
| 2014     | Vietnám        | nem jutott be | –    | –  | –  | – | – | –  | –  | –   | –  |
| 2018     | Jordánia       | nem jutott be | –    | –  | –  | – | – | –  | –  | –   | –  |
| Összesen | Összesen       | 5 / 19        |      | 16 | 7  | 0 | 9 | 15 | 64 | -49 | 21 |

### Olimpiai szereplés
| Év       | Helyszín       | Eredmény      | Hely | M | Gy | D | V | Rg | Kg | Gk | P |
| -------- | -------------- | ------------- | ---- | - | -- | - | - | -- | -- | -- | - |
| 1996     | Atlanta        | nem indult    | –    | – | –  | – | – | –  | –  | –  | – |
| 2000     | Sydney         | nem jutott be | –    | – | –  | – | – | –  | –  | –  | – |
| 2004     | Athén          | nem indult    | –    | – | –  | – | – | –  | –  | –  | – |
| 2008     | Peking         | nem jutott be | –    | – | –  | – | – | –  | –  | –  | – |
| 2012     | London         | nem jutott be | –    | – | –  | – | – | –  | –  | –  | – |
| 2016     | Rio de Janeiro | nem jutott be | –    | – | –  | – | – | –  | –  | –  | – |
| Összesen | Összesen       | 0 / 6         |      | – | –  | – | – | –  | –  | –  | – |

## Lásd még
- Üzbég labdarúgó-válogatott